# Partido de Pellegrini
Pellegrini es uno de los 135 partidos de la provincia argentina de Buenos Aires. Está ubicado en el oeste de la provincia y su cabecera es la ciudad homónima. Forma parte de la Sexta Sección Electoral de la Provincia de Buenos Aires. Limita con los partidos de Rivadavia, Trenque Lauquen, Tres Lomas, Salliqueló y Adolfo Alsina  y con la Provincia de La Pampa

## Historia
Los pueblos originarios más cercanos fueron los pampas del justamente célebre Cacique Pincén, que tenían sus tolderías en la zona de Toay. Este líder fue un hábil negociador (el significado de su nombre alude a la cualidad oratoria, esencial dentro de su cultura). Aunque de ascendencia mestiza, y nacido en la zona de Renca (San Luis), se crio como un originario y fue un líder político y militar capaz de tener en jaque tanto a Alsina como a Roca.
Una vez que los pueblos originarios fueron definitivamente expulsados, comenzó la ocupación por parte de colonos europeos. Los primeros que se instalaron fueron familias como Drysdale, Brunkorst, Aguerre, Bolster y Byrnes, entre otras. En 1899 se conformó oficialmente la Colonia Agrícola Drysdale, en honor a Joseph Norman Drysdale. Drysdale fue quien concibió la idea de la fundación del poblado y quien presentó los planos y la traza del mismo ante las autoridades provinciales.
Ocho años más tarde en 1907, la "Colonia Agricola Drysdale" cambia su nombre por Pellegrini en homenaje a quién fuera presidente argentino entre 1890 y 1892. 
Otras familias llegaron desde Bs. As. emigrantes de Europa y Asia, como los Gambier, Ozan, Sapere, Vilches, Suárez y Barrios. Luego lentamente se formó la ciudad con la llegada de las familias Arviza, Álvarez, Mendicoa, Balbo, Bartomeo, Barzola, Berterreix, Boulit, Cano, Chavit, D’Amico, Etchevers, García, Damianovich, Estévez, Lionch, Lois, Marabotto, Mónaco, Moras, Nieto, Paso, Pernin, Roteta, Rumene, Salm, Scarpeta, Zubieta, entre otras.

## Intendentes desde 1983
| Intendente           | Mandato                                           | Partido |
| Mario Luis Espada    | 10 de diciembre de 1983 - 10 de diciembre de 1987 | UCR     |
| Jorge Oscar Scoccia  | 10 de diciembre de 1987 - 10 de diciembre de 1991 | PJ      |
| Emir López           | 10 de diciembre de 1991 - 6 de enero de 1995      | PJ      |
| Jorge Donatelli      | 6 de enero de 1995 - 10 de diciembre de 1995      | PJ      |
| Roberto Etchegaray   | 10 de diciembre de 1995 - 30 de agosto de 2005    | UCR     |
| Miguel Ángel Pacheco | 30 de agosto de 2005 - 10 de diciembre de 2015    | UCR     |
| Guillermo Pacheco    | 10 de diciembre de 2015 - 10 de diciembre de 2023 | UCR     |
| Sofía Gambier        | 10 de diciembre de 2023 - al presente             | UCR     |

## Población
Según los resultados definitivos del censo de 2022 la población del partido alcanza los 7.143 habitantes.

## Localidades del Partido
Datos censo 2001
- Pellegrini 5.031 hab.
- Bocayuva 102 hab.
- De Bary 101 hab.